# La fuga di Tarzan
La fuga di Tarzan (Tarzan Escapes) è un film del 1936 diretto da Richard Thorpe, John Farrow, William A. Wellman e, non accreditati, James C. McKay e George B. Seitz.
Il soggetto è liberamente tratto dal famoso romanzo d'avventura Tarzan delle Scimmie di Edgar Rice Burroughs del 1912. Il film è il terzo dei dodici della saga di Tarzan interpretati da Johnny Weissmuller.

## Trama
Per questioni di eredità alcuni parenti raggiungono Jane nella foresta per convincerla a tornare. Tra loro c'è un cattivo che cattura Tarzan per farne una speculazione, ma arrivano gli elefanti.